# Lotte Capital
Lotte Capital é uma companhia financeira sul coreana subsidiaria do Lotte Group.

## História
Foi estabelecida em 1995, em Seul